# Симеоново
Симео́ново (болг. Симеоново) — село в Ямбольській області Болгарії. Входить до складу общини Тунджа.

## Населення
За даними перепису населення 2011 року у селі проживали 285 осіб.
Національний склад населення села:
| Національність   | Кількість осіб | Відсоток |
| ---------------- | -------------- | -------- |
| болгари          | 275            | 96,8%    |
| цигани           | 4              | 1,4%     |
| інша             | 4              | 1,4%     |
| Всього відповіли | 284            |          |

Розподіл населення за віком у 2011 році:
Динаміка населення: